# Змиевская, Галина Яковлевна
Гали́на Я́ковлевна Змие́вская (род. в 1952 году) — советская и украинская тренер по фигурному катанию, воспитавшая таких спортсменов, как олимпийские чемпионы Виктор Петренко и Оксана Баюл, чемпион мира среди юниоров Владимир Петренко, чемпион США Скотт Девис и чемпионка Италии Сильвия Фонтана. Также она работала с Вячеславом Загороднюком и Такэси Хондой и непродолжительное время с грузинской фигуристкой Элене Гедеванишвили в 2007 году, а также с швейцарцем Стефаном Ламбьелем в 2008 (совместно с Виктором Петренко).
С лета 2007 года по 2010 год она тренировала трёхкратного чемпиона США Джонни Вейра, работает с двукратной чемпионкой Украины Натальей Поповой.
Старшая дочь Змиевской — Нина, замужем за Виктором Петренко и работает хореографом у многих учеников своей матери. Виктор Петренко выступает в качестве ассистента у Галины Яковлевны. Вторая дочь Змиевской, Галина, замужем и проживает в Одессе.
Раньше Змиевская работала в Одессе, Украина, затем, после олимпийского триумфа Оксаны Баюл, переехала с дочерью и зятем жить в Симсбири, штат Коннектикут, где работала в течение десяти лет до переезда в 2005 году в Уэйн, штат Нью-Джерси.
Кроме того, что она была тренером у Оксаны Баюл, она также выступала опекуном девочки, когда у той умерла от рака мать.